# Barbourville
Barbourville város az USA Kentucky államában. Lakosainak száma 3222 fő (2020. április 1.).

## Népesség
A település népességének változása:

| 2010 | 3 165 |
| 2020 | 3 222 |